# Südkoreanische Frauenfußballmeisterschaft 2019
Die Südkoreanische Frauenfußballmeisterschaft 2019 war der Ligapokal für südkoreanische Vereinsmannschaften der Frauen. 
Das Pokalturnier begann am 5. Oktober 2019 mit der ersten Runde und endete am 9. Oktober 2019 mit dem Finale. 

## Teilnehmende Mannschaften
Folgende Mannschaften nahmen am Pokal teil:
| WK League 7 Vereine der WK League 2019 | angemeldetes Team 1 Verein der sich anmeldete |
| - Gyeongju KHNP WFC - Seoul WFC - Incheon Hyundai Steel Red Angels - Hwacheon KSPO WFC - Suwon UDC WFC - Boeun Sangmu WFC - Changnyeong WFC | - Daegu WFC                                   |

Anmerkung:
Gumi Sportstoto nahm am Pokal nicht teil.

## Austragungsorte
Der Pokal wurde in Seoul ausgetragen. Dort wurden die Spiele im Seoul-World-Cup-Ersatzstadion ausgetragen. 

## Pokalrunden

### Viertelfinale
Die Spiele des Viertelfinale fanden am 5. Oktober 2019 statt.
|                                  | Ergebnis |                   |
| -------------------------------- | -------- | ----------------- |
| Seoul WFC                        | 3:2      | Changnyeong WFC   |
| Suwon UDC WFC                    | 1:2      | Boeun Sangmu WFC  |
| Incheon Hyundai Steel Red Angels | 5:0      | Daegu WFC         |
| Gyeongju KHNP WFC                | 1:2      | Hwacheon KSPO WFC |

### Halbfinale
Die Spiele des Halbfinale fanden am 7. Oktober 2019 statt. 
|                                  | Ergebnis        |                   |
| -------------------------------- | --------------- | ----------------- |
| Seoul WFC                        | 2:2 (4:5 i. E.) | Boeun Sangmu WFC  |
| Incheon Hyundai Steel Red Angels | 2:4             | Hwacheon KSPO WFC |

### Finale
Das Finale fand am 9. Oktober 2019 statt. 
|                  | Ergebnis |                   |
| ---------------- | -------- | ----------------- |
| Boeun Sangmu WFC | 0:2      | Hwacheon KSPO WFC |